# 玉米巧達濃湯
玉米巧達濃湯，是一道以玉米为主要成分的巧達濃湯，屬於玉米湯。玉米巧達濃湯由玉米、洋葱、芹菜、牛奶或奶油以及黄油制成。有时还会放入其他配料，例如土豆或南瓜、咸猪肉、鱼、海鲜和鸡肉。在美国，玉米巧達濃湯可以追溯至1884年，源自該國的新英格蘭地區，而且玉米巧達濃湯在美國還是一种罐裝食品。